# Sirikit
Sirikit, född 12 augusti 1932 i Bangkok, är Thailands änkedrottning, tidigare gift med kung Bhumibol Adulyadej fram till hans bortgång. Hon fungerade som ställföreträdande regent under år 1956.

## Biografi
Sirikit är dotter till adelsmannen Prins Nakkhatra Mangkala Kitiyakara och Bua Sanitvongse och släkt med kungafamiljen. Hon utbildades i Thailand, där hon bodde under andra världskriget; först på Rajiniskolan ("Drottningskolan") och sedan i Saint Francis Xaviers klosterskola. Efter 1946 bodde hon med föräldrarna i bland annat England, Frankrike och Danmark. 
Hon studerade musik i Paris där hon mötte Bhumibol som studerade i Schweiz; paret gifte sig 28 april 1950. De slutförde sedan sina studier i Schweiz innan de återvände till Thailand 1952.
Då Bhumibol traditionsenligt levde som munk en tid år 1956, agerade hon regent och fick sedan den formella titeln "regerande drottning". Hon var därefter ceremoniellt sett makens medregent.
Hon har publicerat en bok och skrivit sånger och stöder filmindustrin. 1956 blev hon hederspresident för thailändska Röda korset och hedersamiral för flottan. Hon förespråkar tolerans mot den muslimska minoriteten och hennes årliga vistelser i den muslimska södern anses vara en tyst diplomatisk gest.